# 森山村 (千葉県)
森山村（もりやまむら）とは、千葉県香取郡にかつて存在した村である。
本来の小見川町と市街地が連続している。森山駐在所などにその名をとどめる。

## 地理
- 現在の香取市、旧小見川町の東部に位置する。
- 村は利根川の南岸に位置する。
- 村域は台地と平地が入り組む谷戸が多い地形になっている。

## 歴史
村名は千葉氏の一族の東胤頼が1218年（建保6年）に築城した森山城に由来する。

### 沿革
- 1889年（明治22年）4月1日 - 町村制施行に伴い、下飯田村、布野村、北原地新田、岡飯田村、川頭村、阿玉川村が合併して香取郡森山村発足。
- 1951年（昭和26年）4月1日 - 森山村は小見川町、豊浦村、神里村とともに合併し、改めて小見川町を新設。同日森山村廃止。
- 2006年（平成18年）3月27日 - 小見川町は佐原市、山田町、栗源町とともに合併して香取市を新設。同日小見川町廃止。

変遷表
| 1868年 以前 | 1868年 以前 | 明治22年 4月1日 | 昭和26年 4月1日 | 平成18年 3月27日 | 現在   |
| ----------- | ----------- | --------------- | --------------- | ---------------- | ------ |
|             | 下飯田村    | 森山村          | 小見川町        | 香取市           | 香取市 |
|             | 岡飯田村    | 森山村          | 小見川町        | 香取市           | 香取市 |
|             | 布野村      | 森山村          | 小見川町        | 香取市           | 香取市 |
|             | 阿玉川村    | 森山村          | 小見川町        | 香取市           | 香取市 |
|             | 川頭村      | 森山村          | 小見川町        | 香取市           | 香取市 |
|             | 北原地新田  | 森山村          | 小見川町        | 香取市           | 香取市 |

## 人口・世帯

### 人口
総数 [単位： 人]
| 1891年（明治24年） | 2,087 |
| 1903年（明治36年） | 2,426 |
| 1920年（大正 9年） | 2,221 |
| 1930年（昭和 5年） | 2,322 |
| 1940年（昭和15年） | 2,368 |
| 1956年（昭和26年） | 2,785 |

### 世帯
総数 [単位： 世帯]
| 1951年（昭和26年） | 445 |

## 交通

### 鉄道
国鉄成田線が村域内を通っていたが、駅は存在しなかった。最寄り駅は小見川駅。